# Ulama

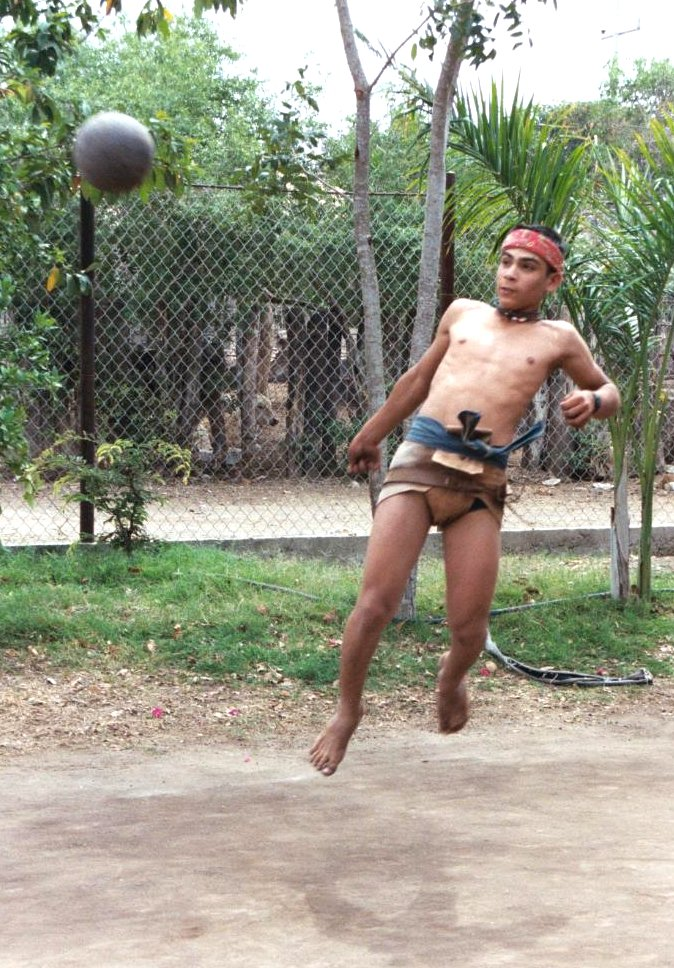
Egy sinaloai ulamajátékos

Az ulama egy ősi eredetű labdajáték, melyet Mexikó Sinaloa államában ma is játszanak, háromféle változatban is. Ez a világon az egyik legrégebbi, ma is űzött sport.

## Eredete
Az ulama a prehispán korból származó mezoamerikai labdajátékból alakulhatott ki, melynek navatl nyelvű nevéből, az ullamaliztli szóból (jelentése: gumilabdajáték) származik a sport neve. Ennek a mezoamerikai labdajátéknak, melynek sem pontos eredetét, sem pontos szabályait nem ismerjük, legalább 700 (más forrás szerint 1200) pályáját tárták már fel régészek a mai Mexikó területén, a délebbi közép-amerikai országokban, sőt, még a mai Arizona és Új-Mexikó államokban is, azonban arra nincs bizonyíték, hogy ezeken a pályákon magát az ulamát is játszották volna. Azt sem tudjuk, hogy vajon volt-e valamiféle rituális vagy vallási jelentése egy-egy ulama-mérkőzésnek.

## A játék
A mai ulamát három változatban játsszák, ezekben mind a pálya mérete, mind az egy-egy csapatban szereplő játékosok száma, mind a labda tömege különböző, de a fő eltérés abban van, hogy melyik testrésszel vagy milyen eszközzel megengedett a labda érintése.
Az első változat főként Mazatlán, Escuinapa, Concordia és Rosario községekben terjedt el. Két 4+1 fős csapat játssza egy 50–65 méter hosszú, 4 m széles pályán egy 4 kg tömegű tömör gumilabdával, melyet a játékosok csak csípőjükkel érinthetnek (kivétel a kezdődobás: ezt kézzel kell elvégezni). A játék célja, hogy a labda leessen az ellenfél térfelén és ne jusson túl a térfelet lezáró vonalon. A csípőn kívül minden más testrésszel való érintésért az ellenfél kap pontot (vagyis ravitot). Elvileg a játék addig tartana, amíg valamelyik csapat elér egy bizonyos pontszámot (ebben a változatban leggyakrabban 8 pontot), ezért a mérkőzés bármennyi ideig tarthat (feljegyeztek 8 napig tartó összecsapást is), de ma már 2 óra után mindenképpen lefújják a meccset és az a csapat nyer, amelyiknek több pontja van éppen.
A pontszámítás történhet úgy is, hogy nem nulláról számítják a pontokat, hanem kezdetben minden csapat kap ugyanannyi egységet és ebből vonnak le folyamatosan.
A pálya (taste vagy taxte) középen ketté van osztva egy analco nevű vonallal (melynek mentén helyezkedik el az egy vagy két játékvezető, a veedor), szélét pedig a chivos nevű vonal jelöli ki. A négy-négy pályán levő játékos (tahure) négy különböző feladatot lát el: a male hozza játékba a labdát, a malero a felezővonal környékén játszik, a chivero hátul, a topador pedig az, aki reagál a male „lövésére”. Ezenkívül minden csapatban van még egy ötödik ember is, a golpeador, aki nem lép be a pályára, csak annak végénél helyezkedik el.
A másik két változatot Sinaloa középső és északi községeiben (Angostura, Guasave, Ahome, Salvador Alvarado és Sinaloa) játsszák inkább: ezekben vagy alkarral, vagy egy fából készült, két kézzel fogott, 5–7 kg-os ütővel lehet érinteni a labdát. Mindkettőre jellemző, hogy a pálya sokkal hosszabb (120 m) és keskenyebb (1,2–1,4 illetve 2,4–3 m), a gumilabda pedig jóval könnyebb (körülbelül 500 illetve 750 grammos). A csapatok 3-4 játékosból állnak, ritkábban kettőből. Az alkaros változatban (melyet nők is előszeretettel játszanak) általában 9 pontig kell elmenni, de amikor az egyik csapat eléri az 5-öt, térfélcsere van, az ütős változat 16 pontnál ér véget, térfélcserére pedig 8 pontál kerül sor.

## Védőfelszerelés
Mindegyik változatra igaz, hogy hagyományosan a játékosok testfelületének legnagyobb részét nem borítja ruha, de azon testrészeiket, melyekkel a labdát ütik vagy más okból védelemre szorulnak, ráerősített gyapot- és bőrkötések, ruhadarabok védik, de a játék esetenként így is okozhat veszélyes sérüléseket. Természetesen ma már vannak, akik nem a hagyományt követve, sportcipőben, sapkában, pólóban és rövidnadrágban is játsszák az ulamát.
Az alsónadrágra egy szarvasbőrből készült lágyékvédőt erősítenek és egy széles bőrövet (úgynevezett chimalét) viselnek. Az alkarral ütős játékban alkarjukra egy 1–3 cm széles, 3 méter hosszú gyapotszalagot tekernek, valamint térdvédőket és egy szarvasbőrből készült combvédőt (cuerát) vesznek fel.